# مؤسسة سوزان ج. كومن لمكافحة سرطان الثدي
سوزان جي كومن (المعروفة سابقًا باسم سوزان جي كومن للعلاج؛ في الأصل باسم مؤسسة سوزان جي كومن لسرطان الثدي؛ وغالبًا ما يشار إليها ببساطة باسم كومن) هي منظمة سرطان الثدي في الولايات المتحدة.
تعمل مؤسسة كومن على توجيه المرضى والدعوة لهم، وتوفير الموارد لمرضى سرطان الثدي لفهم النظام الطبي الأمريكي. لقد مولوا الأبحاث حول أسباب وعلاج سرطان الثدي. ومع ذلك، فقد غرقت المنظمة في الجدل حول غسيل الأموال، وتخصيص تمويل الأبحاث، وأجور المديرين التنفيذيين. وقد انخفضت إيرادات المؤسسة وسمعتها العامة بشكل حاد منذ عام 2010.

## تاريخ
توفيت سوزان جودمان كومن، التي تحمل المؤسسة اسمها، بسرطان الثدي في عام 1980 عن عمر يناهز 36 عامًا أسست شقيقتها الصغرى نانسي برينكر ، التي صرحت بأنها تعتقد أن نتيجة سوزان ربما كانت لتكون أفضل لو كانت تعرف المزيد عن السرطان وعلاجه، مؤسسة سوزان جي كومن لسرطان الثدي في عام 1982.
غُير الأسم في الذكرى الخامسة والعشرين للمنظمة عام 2007، إلى "سوزان جي كومن للعلاج" وشعارها إلى الشريط الوردي. يمثل الشعار حدث Race for the Cure الخاص بمؤسسة كومن، وهو سباق للجري يهدف إلى جمع الأموال للمؤسسة.
عُينت نانسي برينكر كرئيسة تنفيذية للمنظمة في ديسمبر 2009. أصبحت جوديث أ. ساليرنو الرئيس التنفيذي للشركة في عام 2012. في نوفمبر 2016، أعلنت المنظمة أن ساليرنو سيتنحى عن منصبه كرئيس تنفيذي في الشهر التالي. في عام 2017، أصبحت المديرة التنفيذية السابقة للأزياء والناجية من سرطان الثدي باولا شنايدر الرئيسة التنفيذية. في عام 2023، أصبحت المديرة التنفيذية السابقة لمنظمة أطباء من أجل حقوق الإنسان (PHR) الحائزة على جائزة نوبل دونا ماكاي الرئيسة التنفيذية.

## أنشطة

### استخدام الأموال
أعلنت مؤسسة كومن عن تقديم دعم عام بقيمة 195 مليون دولار في السنة المالية 2020، مع خصم الفوائد المباشرة للمانحين. ومن هذا المبلغ، جاء 137 مليون دولار من المساهمات و72 مليون دولار من سباق كومن الرائد لعلاج السرطان وحملة جمع التبرعات لمدة 3 أيام لسرطان الثدي. وقد أنفقت المنظمة الجزء الأكبر (51%) من هذه الأموال على جهود التعليم، والتي شملت المناصرة، وخدمات دعم المرضى، والحملات الوطنية، والفعاليات التعليمية. 36% من الميزانية تذهب إلى جمع التبرعات والتكاليف الإدارية، وتقسم النسبة المتبقية (13%) بين جهود البحث والعلاج والفحص.

## المنح والجوائز
توفر مؤسسة كومن التمويل للأبحاث الأساسية والسريرية والانتقالية حول سرطان الثدي والتثقيف الصحي للثدي. اعتبارًا من عام 2007، منحت المنظمة أكثر من 1000 منحة بحثية لسرطان الثدي بقيمة إجمالية تزيد عن 180 مليون دولار.
منحت مؤسسة كومن منذ عام 1992 أيضًا سنويًا جائزة كومن برينكر للتميز العلمي للأعمال في مجال أبحاث السرطان.
أظهر تحليل أجرته وكالة رويترز للأنباء بشأن شؤون كومين المالية أن نسبة دولارات جمع التبرعات التي أنفقتها على المنح البحثية انخفضت بأكثر من النصف وفي عام 2012. في حين كان المبلغ المطلق بالدولار لتلك المنح ينمو باطراد، فإنه لم يكن يواكب الزيادة في التبرعات التي تلقتها كومن. في عام 2011، أنفقت المؤسسة 63 مليون دولار (15%) من تبرعاتها على المنح والجوائز البحثية.

## الأنشطة العالمية
انضمت مؤسسة كومن إلى الشراكة بين الولايات المتحدة والشرق الأوسط للتوعية بسرطان الثدي وإجراء الأبحاث حوله في عام 2006، وهو برنامج مبادرة الشراكة في الشرق الأوسط. لدى كومن برامج في مصر وإسرائيل والإمارات العربية المتحدة والأردن والمملكة العربية السعودية.
كانت شركة كومن في عام 2010 نشطة في أكثر من 50 دولة، وكانت أكبر شركاتها التابعة في إيطاليا وألمانيا.
أقيمت في 28 أكتوبر 2010 في القدس أول سباق سوزان جي كومن لعلاج السرطان، بمشاركة أكثر من 5000 مشارك مسيحي ومسلم ويهودي. قبل السباق، أُضيئت جدران البلدة القديمة باللون الوردي من قبل مؤسسة كومن، نانسي برينكر، ورئيس بلدية القدس نير بركات، وزوجة رئيس وزراء إسرائيل سارة نتنياهو .

## الأحداث
سباق سوزان جي كومن لعلاج سرطان الثدي هو الحدث الرئيسي لجمع التبرعات التابع لمؤسسة كومن وأكبر حدث تمويلي في العالم لعلاج سرطان الثدي. وهو يتألف من سلسلة من سباقات 5 كيلومترات والمشي للياقة البدنية لجمع الأموال والتوعية بسرطان الثدي.
أقيم السباق الأول في دالاس، تكساس في عام 1983، بمشاركة 800 مشارك. وبحلول عام 2016، شارك في السباق أكثر من 1.6 مليون شخص.
المصدر الرئيسي لإيرادات السباق هو التبرعات التي يجمعها المشاركون. في عام 2011، قالت منظمة كومن إن ثلاثة أرباع عائدات الحدث كانت تُستخدم محليًا لدفع تكاليف برامج التوعية المجتمعية، والتثقيف الصحي للثدي، ومشاريع فحص وعلاج سرطان الثدي التي تديرها منظمة كومن التابعة، مع إرسال الربع المتبقي إلى المنظمة المركزية.
تتضمن الأحداث الوطنية الأخرى التي تنظمها كومن ما يلي:
- سوزان جي كومن 3 أيام من أجل العلاج  [لغات أخرى]‏، مسافة 60 ميلاً (97 كيلومترًا)كم مسيرة لجمع التبرعات.
- ماراثون سوزان جي كومن من أجل العلاج- جمع التبرعات لنصف الماراثون الكامل.
- كأس سوزان جي كومن من أجل العلاج- مبادرة لجمع التبرعات والتوعية تأسست في عام 2000 برعاية USBC[28] ومؤسسة البولينج.[29]

## الجدل والنقد
صُنفت كومن في عام 2010 كواحدة من المنظمات غير الربحية الأكثر ثقة في أمريكا. ولكن في ضوء الفضائح التي اندلعت بين عامي 2011 و2017، انخفضت الإيرادات بنحو 80%، واندمجت عدد من الشركات التابعة أو حُلت. انخفض تصنيف كومن على موقع Charity Navigator، الذي كان أربع نجوم (أعلى تصنيف) في عام 2013، إلى نجمتين في عام 2014. اعتبارًا من عام 2021، حصلت على ثلاث نجوم، بنتيجة 82 من 100. في عام 2023 حصل على تصنيف 4 نجوم بنسبة تقييم 95%.

### غسيل وردي
أصبحت منظمة كومن مثيرة للجدل بسبب مزاعم "الغسيل الوردي ". ينتقد هذا المصطلح الدعاية غير المتناسبة للمنظمات التي تتبرع بمبلغ ضئيل للغاية، أو المنظمات التي تستخدم الشريط الوردي للترويج للمنتجات التي قد تكون مسببة للسرطان.

### انتقادات التبرع
تستفيد منظمة كومن من الشراكات مع الشركات، حيث تتلقى أكثر من 55 مليون دولار سنويًا من 216 شركة راعية. النقاد  يقول أن العديد من هذه العروض الترويجية خادعة، وتفيد الشركات أكثر من الجمعيات الخيرية، وتروج لمنتجات قد تسبب السرطان.
تتطلب بعض الحملات أن يقوم المستهلكون بإرسال إثبات شراء للعنصر المعروض قبل أن يقوم المصنع بالتبرع، وبعضها لديه حد أقصى للمبلغ المتبرع به. منذ أن بدأت حملتها "حفظ الأغطية لإنقاذ الأرواح" في عام 1998، تبرعت شركة Yoplait بأكثر من 25 مليون دولار لمؤسسة كومن. في عام 2010، رُفع الحد الأقصى لالتزامها السنوي إلى 1.6 مليون دولار. في المقابل، يحصل الراعي الرئيسي مثل Yoplait على عقد حصري؛ ولا يجوز لأي مصنع آخر للزبادي استخدام العلامة التجارية. في عام 2002، أطلقت شركة أمريكان إكسبريس، وهي شركة تعمل في مجال بطاقات الائتمان، حملة "التبرع من أجل العلاج" التي ادعت أن "كل دولار له قيمته في البحث عن علاج". وكان المبلغ المتبرع به لكل معاملة مؤهلة، بغض النظر عن مبلغ الشراء، سنتًا واحدًا.

### انتقادات صحية
لقد عقد العديد من تجار زجاجات المياه شراكة مع شركة كومن. قد تحتوي زجاجات تبريد المياه المصنوعة من البولي كربونات على مادة BPA ، والتي رُبطت بنمو ورم سرطان الثدي. بالنسبة لعام 2008، قامت شركة فورد موتور بتصنيع إصدار محدود يحمل علامتها التجارية من 2500 سيارة فورد موستانج مع حزمة "المحاربون باللون الوردي" كجزء من ارتباطها الطويل الأمد مع كومن؛ كما قُدمت 1000 سيارة إضافية لعام 2009. وجدت دراسة طولية أن النساء العاملات في صناعة البلاستيك للسيارات أكثر عرضة للإصابة بسرطان الثدي قبل انقطاع الطمث بنحو خمسة أضعاف مقارنة بالنساء في مجموعة المراقبة.
دخلت مؤسسة كومن في أبريل 2010 في شراكة مع سلسلة مطاعم الوجبات السريعة KFC لتقديم "دلاء للعلاج"، وهو عرض ترويجي بيع فيه الدجاج المقلي والمشوي في دلاء وردية اللون تحمل العلامة التجارية. وقد تعرض هذا التعاون لانتقادات من قبل وسائل الإعلام، بما في ذلك The Colbert Report ومجلة Bitch ، وأثار تساؤلات حول تعزيز عادات الأكل غير الصحية. ساهمت شركة كنتاكي بأكثر من 4.2 مليون دولار أمريكي في مؤسسة كومن، وهي أكبر مساهمة فردية في تاريخ المنظمة. وقالت برينكر إن الشراكة مع كنتاكي فرايد تشيكن، التي انتهت منذ ذلك الحين، سمحت لكومن "بالوصول إلى ملايين النساء اللواتي لم يكن بمقدورها الوصول إليهن من قبل".
قدمت شركة كومين في أبريل 2011علامة تجارية للعطور، "Promise Me"، والتي روجت لها شركة Brinker على شبكة التسوق المنزلي، فقط لتواجه المعارضة بسبب مكوناتها الضارة المحتملة وهي الكومارين، والأوكسي بنزون، والتولوين، والجالاكسوليد. وقالت شركة كومن إنها تنوي إعادة صياغة العطر ولكنها لم تسحب المخزونات الحالية من منتج "Promise Me" من التوزيع.
أفادت التقارير في أكتوبر 2014، أن شركة خدمات حقول النفط بيكر هيوز ، ومقرها هيوستن، أنتجت 1000 قطعة مثقاب وردية اللون بهدف زيادة الوعي بسرطان الثدي. تُستخدم هذه القطع لتفتيت التكوينات الجيولوجية في بقع النفط من أجل التكسير الهيدروليكي. وقد تعرضت هذه العلاقات لانتقادات شديدة لأن أكثر من ثلث المواد الكيميائية التي تزيد عن 700 مادة تستخدم في عملية التكسير الهيدروليكي هي مواد تسبب خللاً في الغدد الصماء ، ويزيد ربعها على الأقل من خطر الإصابة بالسرطان.

### المعارك القانونية بشأن العلامات التجارية
غيرت المنظمة في عام 2007 اسمها إلى Susan G. Komen for the Cure وسجلت علامة تجارية لشريط الجري كجزء من استراتيجية العلامة التجارية الخاصة بها. وتعرضت منظمة كومن لانتقادات شديدة بسبب اتخاذها إجراءات قانونية ضد منظمات أخرى تستخدم عبارة "من أجل العلاج" في أسمائها. وقد تناولت مقالة نشرتها صحيفة وول ستريت جورنال في أغسطس/آب 2010 قضية طلبت فيها مؤسسة كومين من منظمة "الاتحاد ضد سرطان الرئة" التوقف عن استخدام اسم "الطائرات الورقية للعلاج" في حدثها السنوي لجمع التبرعات. كما كتبت منظمة كومن إلى المنظمة لتحذيرها "من أي استخدام للون الوردي بالتزامن مع كلمة "علاج". وقد تلقت أكثر من 100 مؤسسة خيرية صغيرة معارضة قانونية من منظمة كومن نتيجة لاستخدام عبارة "من أجل العلاج" في أسمائها. ومن بين المنظمات والأحداث المخالفة " Par for the Cure"، و" Surfing for a Cure"، و " Cupcakes for a Cure"، و" Mush for the Cure ".
وتقول منظمة كومن إن المنظمة تحمي علاماتها التجارية كمسألة تتعلق بالإدارة المالية لمنع الارتباك بين المانحين؛ ويشير آخرون إلى أن قضية العلامات التجارية تتعلق أكثر بالسيطرة على سوق الشريط الوردي.

### العلاقة مع مؤسسة تنظيم الأسرة
منحت مؤسسة كومن ابتداءً من عام 2007 الأموال لدفع تكاليف 170 ألف فحص سريري للثدي و6400 إحالة لتصوير الثدي بالأشعة السينية من خلال اتحاد تنظيم الأسرة في أمريكا والشركات التابعة له. قالت منظمة كومن إن الشركات التابعة لها توفر الأموال لبرامج الفحص والتعليم والعلاج في عشرات المجتمعات حيث تعتبر مؤسسة تنظيم الأسرة هي المكان الوحيد الذي يمكن للنساء الفقيرات أو غير المؤمن عليهن أو المؤمن عليهن بشكل غير كاف الحصول على هذه الخدمات. لا تقوم عيادات تنظيم الأسرة بإجراء تصوير الثدي بالأشعة السينية، بل تقوم بدلاً من ذلك بإحالة مرضاها إلى المواقع التي تقوم بذلك.
أوقفت مؤسسة كومين في 31 يناير 2012 تمويل الاختبارات التي تقدمها منظمة تنظيم الأسرة، مستشهدة بتحقيق في الكونجرس أجراه النائب كليف ستيرنز وقاعدة داخلية أُنشأت حديثًا بشأن عدم تمويل المنظمات الخاضعة للتحقيق الفيدرالي أو الولائي أو المحلي. في حين أشادت الجماعات الدينية المحافظة والمناهضة للإجهاض بهذه الخطوة، فقد أدانتها العديد من المقالات الافتتاحية وجماعات الدفاع عن صحة المرأة، والسياسيون.
في غضون 24 ساعة بعد انتشار الخبر، تلقت منظمة تنظيم الأسرة أكثر من 400 ألف دولار من 6 آلاف متبرع، تلا ذلك تعهدات بمنحة مطابقة بقيمة 250 ألف دولار من عمدة مدينة نيويورك مايكل بلومبرج وهدية بقيمة 250 ألف دولار من مؤسسة يديرها الرئيس التنفيذي لشركة بونانزا أويل في دالاس لتعويض التمويل المفقود.
ألغى مجلس إدارة كومن وبعد أربعة أيام القرار وأعلن أنه سيعدل السياسة "لتوضيح أن التحقيقات التي تؤدي إلى الاستبعاد يجب أن تكون جنائية وحاسمة في طبيعتها وليست سياسية". استقال العديد من كبار الموظفين من كومن أثناء الجدل.  في أغسطس، أعلنت برينكر أنها ستترك منصبها كرئيس تنفيذي. انخفض عدد المشاركين في مختلف فعاليات جمع التبرعات التي تنظمها مؤسسة كومن بنسبة 15-30% في عام 2012. قلص عدد مسيرات جمع التبرعات التي تنظمها مؤسسة سوزان جي كومن لمدة ثلاثة أيام لعلاج مرض السرطان إلى سبع مدن أمريكية في عام 2013 بدلاً من 14 مدينة، وذلك بسبب انخفاض المشاركة بنسبة 37% خلال السنوات الأربع السابقة. في يناير 2014، أفادت التقارير أن المؤسسة شهدت انخفاضًا بنسبة 22% في المساهمات في العام التالي لقرارها بوقف (ثم استئناف) تمويل منظمة تنظيم الأسرة.
ستقالت كارين هاندل، التي كانت تحت حماية برينكر والتي كان معارضتها للإجهاض محور الجدل حول تنظيم الأسرة، ونشرت كتابًا عن الجدل بعنوان "التنمر المخطط".

### أبحاث الخلايا الجذعية الجنينية
كتبت منظمة كومن في عام 2006 في نشرتها الإخبارية أن أبحاث الخلايا الجذعية الجنينية واعدة في علاج سرطان الثدي. كان أحد هؤلاء الحاصلين على هذه المنح هو الدكتور روبرت أ. وينبرج، من خلال معهد وايت هيد للأبحاث الطبية الحيوية في معهد ماساتشوستس للتكنولوجيا. في عام 2011، قال التحالف المناهض للإجهاض بشأن الإجهاض/سرطان الثدي إن مؤسسة كومين قدمت 12 مليون دولار لمؤسسات مثل كلية الطب بجامعة جونز هوبكنز والمعهد الوطني للسرطان في الولايات المتحدة التي مولت أبحاث الخلايا الجذعية، وهو ما اعتبره التحالف بمثابة إجهاض. في عام 2012، قالت مؤسسة كومن إنها لم تمول أبحاث الخلايا الجذعية أبدًا. وفقًا لمجلة العلوم، حصل كريستوفر أومبريشت على ما يقرب من 600 ألف دولار من مؤسسة كومن لأبحاث العلامات الجزيئية في جامعة جونز هوبكنز والتي تشمل الخلايا الجذعية. 

## راتب الرئيس التنفيذي
وفقًا لإقرارات كومن المقدمة إلى دائرة الإيرادات الداخلية الأمريكية في الفترة 2011-2012، حقق برينكر 684,717 دولارًا في تلك السنة المالية، بزيادة قدرها 64%. وقالت شركة كومن إن آخر زيادة في رواتب الرئيس التنفيذي كانت في نوفمبر 2010. استمرت مؤسسة Charity Navigator في منح Komen تصنيفات إجمالية إيجابية استنادًا إلى الأرقام التي أعلنتها Komen إلى مصلحة الضرائب الداخلية، لكن رئيس مؤسسة Charity Navigator والمدير التنفيذي كين بيرجر وصف هذا التعويض بأنه "مرتفع للغاية".
بعد نشر هذه المعلومات، عُينت جوديث أ. ساليرنو كرئيسة تنفيذية، مع تعيين برينكر مؤسسًا ورئيسًا للاستراتيجية العالمية.